# Вигнання чамських албанців
Вигнання албанців чамів із Греції — примусова міграція та етнічна чистка тисяч албанців-чамів із поселень Чамерії в Теспротії, Греція — після Другої світової війни до Албанії від рук елементів грецького Опору: Національна республіканська грецька ліга (EDES) (1944) і ветерани опору EDES (1945). Причини вигнання залишаються предметом суперечок серед істориків. Орієнтовна кількість албанців чамів, вигнаних з Епіру переважно до Албанії, коливається від 14 000 до 30 000. Звіти чамів піднімають цю цифру до 35 000.
У пізній османський період напруга між мусульманами-чамами та місцевим греко-православним населенням виникла через конфлікти між громадами. Албанці-чами спочатку були православними християнами, але під час останніх років османської окупації прийняли іслам. Ця напруженість тривала під час Балканських воєн, коли регіон, який тоді перебував під владою Османської імперії, став частиною Греції. До та під час міжвоєнного періоду мусульман-чами не були інтегровані в грецьку державу, яка прийняла політику, спрямовану на витіснення їх зі своєї території, що призвело до напруженості між ними. На відміну від грецьких албанців-християн, мусульмани албанці-чами грецькими націоналістами вважалися безпосередньою загрозою для держави. На цьому тлі фашистська італійська пропаганда 1939 року розпочала агресивну проалбанську кампанію за анексію грецького регіону та створення великоалбанської держави.
На початку Другої світової війни, коли грецька держава оголосила про свою повну мобілізацію перед італійським вторгненням, албанці-чами ще більше відчужувалися нею, отримали ставення до себе як до ворожого населення та зазнавали дискримінації та гноблення, тоді як лідери їхніх громад були вислані. Згодом частина мусульманського населення чамів співпрацювала з військами Осі, причому ступінь є предметом академічних дебатів. Вони робили це або шляхом надання непрямої підтримки (провідники, місцеві зв’язки, інформатори тощо), або шляхом залучення до військ Осі та озброєних нерегулярних формувань. Останні випадки були відображені у звірствах проти місцевого грецького населення. Загалом, мусульмани-чами симпатизували силам Осі під час війни та отримали вигоду від окупації Греції країнами Осі. Ці озброєні колабораціоністи-чами виявляли надзвичайну жорстокість щодо грецького населення та вдавалися до різанини та грабунку. Озброєні колабораціоністські загони чамів у період з липня по вересень 1943 року брали активну участь в операціях нацистів, які призвели до вбивства понад 1200 грецьких селян, а в січні 1944 року — до вбивства 600 осіб на албанській стороні кордону. У мусульманській громаді чамів існували помірковані елементи, включаючи албанських беїв і релігійних лідерів, які виступали проти ненависті до своїх грецьких сусідів. Обмежена кількість мусульманів-чамів на останніх етапах Другої світової війни записалася в албанські та грецькі загони опору.
Співпраця з країнами Осі викликала обурення грецької сторони, і після Другої світової війни, незважаючи на запевнення партизанів EDES, більшість мусульманської громади чамів втекли або були змушені тікати до Албанії. Співпраця послужила виправданням для їхнього вигнання, що також було результатом політики грецького тоталітарного режиму, вбудованої в панівну націоналістичну ідеологію міжвоєнного періоду. У цьому процесі між березнем і травнем 1945 року силами EDES було вбито у різних поселеннях від 200 до 300 чамів, тоді як загалом було вбито понад 1200. Деякі албанські джерела збільшують це число до бл. 2000. Однак звірства не заохочувалися керівництвом EDES і британською місією, але обидва не змогли їм запобігти. Загалом кількість насильницьких інцидентів проти цивільних мусульман-чамів була значно обмеженою, оскільки керівництву EDES вдалося нав’язати своїм підлеглим дисципліну. У 1945–1946 роках спеціальний колабораціоністський суд у Греції заочно засудив 2109 албанців-чамів за співпрацю з державами Осі та військові злочини. Кілька місцевих грецьких знатних осіб пообіцяли безпечний прохід і запропонували прийняти всіх тих чамів, які покинуть нацистську сторону. Таким чином, кілька сотень мусульман-чамів залишилися в Греції.
Крім того, згідно з албанськими джерелами, на шляху до Албанії через голод і епідемії втратили життя ще 2500 біженців мусульман-чамів. Після поселення в Народній Республіці Албанія та правляча Партія праці Албанії під керівництвом Енвера Ходжі не ставилася до них як до жертв, а дуже недовірливо: проводила арешти та заслання. Албанців-чамів називали «реакціонерами», «вбивцями греків» і «співробітниками окупаційних сил», вони зазнали певного переслідування в Албанії, оскільки їхня еліта традиційно була багатими землевласниками, вони співпрацювали з силами Осі та брали участь в антикомуністичній діяльності.

## Тло

### Османський період
Присутність албанців у районі Чамерії, в прибережних частинах Епіру, реєструється принаймні з ХІІІ століття. У венеційському документі згадується, що в 1210 році албанське населення населяло територію навпроти острова Корфу, тоді як перша поява албанців у Епірському деспотаті зафіксована у візантійських джерелах у вигляді кочівників. Війни XVIII та початку ХІХ століть між Росією та Османською імперією негативно вплинули на регіон. Згодом почастішали переходи в іслам, часто вимушені, як, наприклад, у 25 селах у 1739 році, які розташовані в сучасній префектурі Теспротія. У османський період члени спільноти чамів володіли більшістю великих сільськогосподарських угідь у регіоні.
Немає доказів того, що у пізній османський період албанські національні ідеології мали сильну підтримку серед місцевих мусульман. З іншого боку, місцеве православне албаномовне населення, як і решта православної громади, залишалися грецько-орієнтованими та ідентифікували себе як греки. Для грецької держави, однак, можливість вербування ортодоксальних албаномовних до лав албанських націоналістів була джерелом постійної тривоги. Проте, незважаючи на зусилля державних і національних діячів, місцеве населення в цей період не мало національно свідомості. Так Кіріос Ніцос, грецький освітянин у 1909 році зазначив, що місцеві ортодоксальні албаномовці не називали себе греками, а каурами, що означало християнство і не вважало цей термін образливим, тоді як албаномовні мусульмани ідентифікували себе як мусульмани чи турки. У пізній османський період на Балканах терміни «мусульманин» і «турок» стали синонімами, і албанцям було присвоєно та отримали термін «турки», хоча вони бажали дистанціюватися від етнічних турків.
На початку ХХ століття мусульмани становили трохи більше однієї третини загального населення Теспротії, більшість з них були албаномовними. З іншого боку, православна спільнота, або «греки», як відомо за сучасною османською класифікацією, була грекомовною, албаномовною та аромуномовною: у високогір’ях Мургани та Сулі домінувала грецька мова, тоді як у низинах Маргаріті, Ігумениці і Парамітії - албанська.
У січні 1907 року між Ісмаїлом Кемалі, лідером тодішнього албанського національного руху, та грецьким урядом було підписано таємну угоду про можливість союзу проти Османської імперії. За ним, обидві сторони погодилися, що майбутній греко-албанський кордон повинен проходити на горах Акрокераун, таким чином залишивши Чамерію Греції. Причини тісніших зв'язків Кемалі з Грецією в цей час полягали в тому, щоб перешкодити болгарським амбіціям у ширшому балканському регіоні та отримати підтримку незалежності Албанії. У наступні роки албанці-мусульмани санджаку Превеза, особливо великі землевласники та османські державні службовці, у співпраці з османами переслідували християнський елемент. Крім того, в рамках своєї політики переселення османи продовжували розміщувати невідому кількість албанців-мусульман у санджаку.

### Балканські війни (1912–1913)
17 жовтня грецька сторона спробувала зв’язатися з представниками місцевих мусульман, щоб обговорити можливість греко-албанського альянсу. Лише деякі албанські беї Маргаріті були готові прийняти грецьке правління. Мусульмани-чами не бажали воювати на боці османської армії, але вже з осені 1912 року сформували збройні загони та здійснили набіг на всю територію аж до Погоні. У результаті сотні грецьких селян були змушені втекти до сусідніх Корфу та Арти. Таким чином, до членів мусульманської громади грецька держава ставилася як до фактичних ворогів. Пізніше, у січні 1913 року, грецькі нерегулярні формування почали реагувати на цю ситуацію. У цей час іррегулярним підрозділом грецької армії було страчено близько 72-78 мусульманської знаті з Параміфії. Повідомлення чамів про те, що грецька влада переслідувала та вбила деяких відомих албанців Чамерії, було офіційно спростовано грецьким урядом. Таким чином, відбулося кілька локальних конфліктів між місцевими мусульманами та християнами, які розмовляли албанською мовою, оскільки вони були завербовані відповідно османською та грецькою арміями. У подальшій війні проти грецької армії багато мусульманів-чамів сформували нерегулярні збройні загони та у районі Параміфії, Фанарі та Філіатів спалили населені грецьким населеннямпоселення. У відповідь на цю діяльність 1913 року були організовані грецькі партизанські загони. Таким чином, спалення сіл вчиняли обидві сторони. Випадки жорстокості, вчинені грецькими військами в регіоні, були зафіксовані в основному албанською стороною, тоді як ці події були відзначені лише опосередковано, хоча чітко грецькими урядовцями. Під час Балканських воєн Чамерія, як і весь регіон Епіру, потрапила під контроль Греції.

### Перша світова та міжвоєнна війни (1914–1940)
Географічна близькість регіону до держави Албанія викликала серйозне занепокоєння для грецької держави, і, отже, будь-який проалбанський рух у межах Чамерії мав бути ліквідований усіма засобами. Проте, націоналістичні ідеології прийняла лише меншість громади чамів. Навіть ця меншість була поділена на прореспубліканців і пророялістів.
Під час і одразу після Першої світової війни албанців-мусульман змушували залишити Чамерію за допомогою різних тактик залякування, як прихованих, так і жорстоких. Населення зазнавало переслідувань, а сотні молодих чоловіків воєнізованими групами були депортовані до різних таборів. Коли 1917 року італійські війська замінили грецьку адміністрацію на албанську в частині Чамерії, албанці помстилися за попередні утиски, грабуючи грецькі села. Мусульмани-чами вважалися релігійною меншиною, і деякі з них були переведені до Туреччини під час обміну населенням 1923 року, хоча вони офіційно не були його частиною, тоді як їхня власність була відчужена урядом Греції. Мусульмани взагалі вважалися відсталими і були виключені «з поняття грецької нації». Протягом міжвоєнного періоду чисельність мусульманів-чамів зменшилася, і в офіційних звітах їхня кількість коливалася в межах 22 000, тоді як перепис зареєстрував 17 000 у 1928 році, а інші грецькі урядові джерела у 1932 році вказували 19 000.  Хоча на початку 1930-х років стосунки між албанцями-чамами та грецькою державою покращилися, за диктатури Іоанніса Метаксаса ситуація знову погіршилася. За режиму Метаксаса (1936–1940) жандармерія використовувала посилені методи залякування населення чамів шляхом ув’язнень, свавільних арештів, насильства, побиття, обшуків у будинках на предмет виявлення зброї та заборони албанської мови, книг і газет. 1928 року протести чамів були подані до Ліги Націй, однак вимоги чамів були проігноровані, а натомість прийняті позиції Греції. Ліга Націй також відхилила вимоги албанців щодо майнових питань і визнання меншини чамів окремою меншиною. Протягом 1930-х років албанські та італійські ірредентисти активізували зусилля щодо приєднання регіону до Албанії. У квітні 1939 року комітет представників чамів закликав фашистську Італію анексувати регіон і передати його Албанії.

## Друга світова війна

### Участь чамів у вторгненні проти Греції

#### Італійська політика закликала до чамського ірредентизму
Після вторгнення Італії в Албанію Албанське королівство стало протекторатом Королівства Італія. Італійці, особливо губернатор Франческо Джакомоні, використовували проблему Чам як засіб згуртування підтримки албанців. Хоча в цьому випадку албанський ентузіазм щодо «звільнення Чамерії» був приглушений, Джакомоні неодноразово надсилав надто оптимістичні звіти до Риму про підтримку Албанії. Оскільки ймовірність нападу Італії на Грецію наближалася, він почав озброювати албанські нерегулярні загони для використання проти Греції.
Як останній привід для початку греко-італійської війни Джакомоні використав убивство Даута Ходжі, албанця-чама, безголове тіло якого було виявлено біля села Вріна в червні 1940 року. Контрольований Італією уряд у Тирані стверджував, що його вбили грецькі секретні агенти. Ходжа був сумнозвісним бандитом, убитим у бійці за овець із двома пастухами, і, за деякими іншими конкретними акціями, Ходжа був військовим лідером боротьби чамів у міжвоєнні роки, що призвело до того, що грецький уряд затаврував його як бандита. З червня того ж року і до передодня війни, завдяки підбурюванню албанської та італійської пропаганди, багато чамів таємно перетнули кордон, щоб створити збройні групи, які повинні були стати на бік італійців. Їхня чисельність оцінюється приблизно від 2000 до 3000 осіб. Додавши до них у наступні місяці, італійці терміново почали організацію кількох тисяч місцевих албанських добровольців для участі у «звільненні Чамурії», створивши армію, еквівалентну повній дивізії з 9 батальйонів; 4 батальйони чорносорочників – Тирана, Корча і Вльора, Шкодер, 2 батальйони піхоти – Грамос і Дайти, 2 батальйони добровольців – Томорі і Барабосі, один батарейний корпус – Дрін. Усі вони зрештою взяли участь у вторгненні до Греції 28 жовтня 1940 року (див. Греко-італійська війна) під керівництвом XXV італійського армійського корпусу, який після включення албанських частин перейменовано на «Армійський корпус Чамурії» під командуванням генерала К. Россі, хоча з поганою продуктивністю.

#### Участь чамів в італійському вторгненні
У жовтні 1940 року 1800 призовників-чамів було роззброєно та залучено до роботи на місцевих дорогах, а в наступні місяці всіх албанських чоловіків, яких не призвали, депортували до таборів або на острів.
Греко-італійська війна почалася з того, що італійські війська розпочали вторгнення до Греції з території Албанії. Сили вторгнення включали кілька сотень корінних албанців і чамів у батальйонах чорносорочечників, приєднаних до італійської армії. Однак їхня дія була явно тьмяною, оскільки більшість албанців, були погано мотивовані, тому або дезертирували, або втекли. Дійсно, італійські командири, включно з Муссоліні, пізніше використали албанців як цапів відпущення за поразку Італії.
Протягом 28 жовтня – 14 листопада, коли італійська армія зробила невеликий наступ і ненадовго захопила частину Теспротії, загони албанців-чамів здійснили набіги на кілька сіл і спалили ряд міст, включаючи Параміфію, Філіатес, Сагіаду та Ігуменіцу, тоді як місцеві греки видатні особи були вбиті. У випадку Філіатів звільнення та знищення албанськими нерегулярними формуваннями, в яких також брали участь італійські солдати, змусили італійське командування видати наказ проти цих безчинств.

### Колаборація
Сили Осі прийняли проалбанську політику, обіцяючи, що після закінчення війни регіон стане частиною Великої Албанії. За цих обставин, коли після німецького вторгнення Італії вдалося захопити більшу частину Греції, албанці-чами сформували збройні групи та надали активну підтримку окупаційним силам. Ці збройні загони під керівництвом офіцерів жандармерії Нурі та Мазара Діно брали участь в операціях Осі (підпали сіл, вбивства, страти) і скоїли низку злочинів як у Греції, так і в Албанії. Схоже, що лідери громади чамів за підтримки підрозділів німецького Вермахту, дислокованих у регіоні, реалізували політику етнічних чисток, яка мала на меті змінити місцевий демографічний склад шляхом виселення християнського населення та остаточного приєднання регіону до Албанії. Проте, схоже, що місцеві беї (більшість із них уже були частиною албанської націоналістичної та частково колабораціоністської групи Бали Комбетар) та муфтій не підтримали такі дії.
Так, влітку 1943 р. озброєні загони чамських колаборантів брали активну участь у нацистській операції «Август», у результаті якої було вбито 600 грецьких селян і знищено 70 сіл. У вересні 1943 року аналогічна діяльність чамів призвела до вбивства 201 мирного жителя в районі Параміфії й Фанарі та знищення 19 поселень. Одного разу адміністрації чамів вдалося винищити грецьких авторитетних людей Параміфії. Активна співпраця не обмежилася грецькою стороною кордону. Так, у січні 1944 року загони чами також діяли в Албанії разом з нацистськими німецькими військами, в результаті чого в районі Конісполя було вбито 600 осіб. Хоча ширша частина мусульманського населення чамів симпатизувала силам Осі під час війни, багато з них не були активними колаборантами, окрім тих, хто в основному був завербований у війська Осі та озброєні нерегулярні формування.
Хоча італійці хотіли приєднати Чамерію до Албанії, німці наклали вето на цю пропозицію, швидше за все через те, що периферія Епіру була населена переважно греками. Було призначено албанського верховного комісара Джеміля Діно, але його повноваження були обмежені, і під час окупації територія залишалася під прямим контролем окупаційної військової влади. Нацистське німецьке командування зіткнулося з реальністю, що «всі «національні» та «ліві» партизанські групи складалися з греків, на відміну від чамів, які майже повністю підтримували німців». 10 серпня 1943 року Народна республіканська грецька ліга (EDES) і чамська Бали Комбетар (BK) провели зустріч у Парзі, на якій були присутні представники двох організацій, включаючи Мазар Діно. EDES звернувся з проханням роззброїти підрозділи чамів і передати їх діяльність під командування EDES. Ці вимоги були зустрінуті відмовою з боку чамської BK.

### Опір
Той факт, що албанці чами співпрацювали з Віссю, викликав занепокоєння у двох основних організацій опору в регіоні, правого крила Народної республіканської грецької ліги (EDES) і лівої Народно-визвольної армії Греції (EAM). Підрозділи чамів вели бойові дії проти обох організацій і особливо проти EDES. З березня 1943 року загони ELAS запрошували різні мусульманські села чамів приєднатися до Опору, але результати були невтішними. Їм не вдалося набрати більше 30 осіб, але більшість з них покинули ELAS наступної зими. Лише наприкінці війни, у травні 1944 року було сформовано змішаний батальйон ELAS IV батальйон Алі Демі (алб. Batalioni Ali Demi). Його назвали на честь албанця-чама, який загинув у Влері, воюючи проти німців. За звітом чамів за 1945 рік, він складався з 460 чоловіків, деякі з яких були членами чамської меншини. Однак загін не мав можливості зробити якийсь значний внесок проти німців.
15 червня 1943 року Албанський фронт національного визволення сформував етнічно змішаний (що складався з албанців Албанії, греків Албанії та албанців-чамів) батальйон Чамерія (алб. Batalioni Çamëria), під час засідання обласного комітету Національної антифашистської визвольної армії в Конісполі. Наприкінці 1943 року бійці цього національно змішаного батальйону воювали проти німців у Конісполі. Пізніше їх підтримали 1000 албанських колаборантів під керівництвом лідера Чам Нурі Діно (батальйон Нурі Діно алб. Batalioni Nuri Dino). Невдовзі після цієї битви Хакі Рушит (один із лідерів батальйону Чамерія) перейшов на бік націоналістичних колаборантів Баллі Компетар. EDES також звернувся до громади чамів у 1943 році та наказав місцевим командирам EDES уникати провокацій чамів:
ми [EDES] зараз намагаємося зірвати співпрацю між італійцями та мусульманами, чий моральний дух повністю впав і які зараз благають про союз з нами... вкрай важливо, щоб ви не провокували їх. Ви повинні поінформувати про це всіх партизанів і цивільне населення і зробити так, щоб вони були схильні прийняти це
Після капітуляції Італії британська військова місія намагалася виступити посередником в укладенні угоди між групами опору та громадою чамів, але мусульманські авторитети відкинули цю пропозицію. Капітуляція італійців і прихід німців поклали край переговорам між чамами і грецькими групами опору. Німці намагалися схилити на свій бік мусульманів-чамів, пропонуючи гроші, припаси, зброю, уніформу та обіцяючи союз з Албанією в разі перемоги Осі. Близько 300 чамів взяли участь у серії антипартизанських зачисток у Феспротії, і протягом чотирьох днів (у серпні 1943 року) 150 осіб було вбито, а сотні інших взято в заручники і перевезено до таборів ув'язнених в Іоанніну. Операції тривали до осені, коли кілька сіл було спалено спільними чамсько-німецькими силами, а кульмінацією стала страта 49 знатних осіб Парамітії як репресія за партизанський напад. Наприкінці 1943 року присутність німців також підштовхнула чамів до організації паралельної держави, яка поступово замінила грецьку владу в усьому регіоні. Було обрано Мусульманський комітет, який став фактичною цивільною владою в регіоні Парамітія. На початку 1944 року албанська знать призначила власних голів рад, ополченців і сільських охоронців, а також запровадила обов'язковий податок на сільськогосподарську продукцію та будь-які операції грецьких селян. Вони всіляко переслідували християнську знать і селян, які чинили опір, і ці зусилля мали згубний вплив на грецьке населення. Ця атмосфера проти місцевих греків, які постраждали від німців, італійців і хамів, призвела до вибухової поляризації, яка б стримувала будь-яку мотивацію для спільного греко-чамського опору.

## Вигнання

### Перше вигнанняEDES
Влітку 1944 року правий голова Національної республіканської грецької ліги (EDES) Наполеон Зервас попросив албанців-чамів приєднатися до EDES, але їх відповідь була негативною. Після цього та відповідно до наказу, наданого EDES від Об’єднаних сил щодо витіснення їх із цього району, між двома сторонами відбулися запеклі бої. Зокрема, чамські загони воювали разом з німецькою армією у всіх конфліктах, що відбувалися в Теспротії: з кінця червня 1944 року до відходу німців.
За британськими звітами, групам колаборантів-чамів вдалося втекти до Албанії з усім своїм обладнанням, разом із півмільйоном викраденої великої рогатої худоби, а також 3000 коней, залишивши лише літніх членів громади. 18 червня 1944 року сили EDES за підтримки союзників розпочали атаку на Параміфію. Після короткочасного конфлікту проти об’єднаного камсько-німецького гарнізону місто нарешті перейшло під командування союзників. Незабаром після цього були здійснені жорстокі репресії проти мусульманської громади міста, яку вважали відповідальною за різанину у вересні 1943 року.
Наступ здійснювався у два етапи: у липні та серпні за участю десятої дивізії EDES та місцевих грецьких селян, які прагнули помститися за підпалені їхні власні домівки. 27 червня 1944 року, під час першої операції сил EDES, в районі Параміфії сталася найганебніша різанина мусульманів-чамів. Загальна кількість албанців-чамів, убитих у місті, а також у подібних інцидентах у Карвунарі, Парзі, Трикорифо (колишньому Спатарі), Філіатесі та навколишніх поселеннях Параміфії, оцінюється в 300-600 чоловіків, жінок і дітей. Також були зафіксовані повідомлення про зґвалтування та катування. 28 червня 1944 року EDES увійшли до Парги та вбили 52 албанців. Наступного місяця ліве крило Фронту національного визволення (EAM) заарештувало 40 місцевих албанців-мусульман у Парзі та стратило їх.
Деякі британські офіцери описали це як «найганебнішу справу, пов’язану з оргією помсти з місцевими партизанами, які грабували та безпідставно знищували все». Міністерство закордонних справ Британії повідомило, що «єпископ Параміфії приєднався до обшуку будинків у пошуках здобичі і, вийшовши з одного будинку, виявив, що його вже важко навантажений мул був тим часом роздягнений деякими андартами». З іншого боку, полковник Крістофер Монтегю Вудхаус, 5-й барон Террінгтон, який був присутній у цьому районі в той час, у своєму офіційному військовому звіті «Записка про чамів» від 16 жовтня 1945 року заявив, що чами «заслужили те, що вони отримали» і написав короткий опис ситуації, яка призвела до подій, самих подій, а також своїх думок про них: «У 1941-3 рр. вони співпрацювали з італійцями, що ускладнювало організацію партизанського опору в цьому районі. Я ніколи не чув, Зервас, підбадьорений Місією союзників, вигнав їх з домівок у 1944 році, щоб полегшити операції проти ворога Їхнє виселення з Греції було здійснено криваво через звичайний дух вендети, який підживлювався численними жорстокими діями, скоєними чамами в союзі з італійцями [...] Чами заслужили те, що отримали, але методи Зерваса були гарними. погано – точніше його підлеглі вийшли з-під контролю».
Деякі британські офіцери описали це як «найганебнішу справу, пов’язану з оргією помсти з місцевими партизанами, які грабували та безпідставно знищували все». Міністерство закордонних справ Британії повідомило, що «єпископ Параміфії приєднався до обшуку будинків у пошуках здобичі і, вийшовши з одного будинку, виявив, що його вже важко навантажений мул був тим часом роздягнений деякими андартами». З іншого боку, полковник Крістофер Монтегю Вудхаус, 5-й барон Террінгтон, який був присутній у цьому районі в той час, у своєму офіційному військовому звіті «Записка про чамів» від 16 жовтня 1945 року заявив, що чами «заслужили те, що вони отримали» і написав короткий опис ситуації, яка призвела до подій, самих подій, а також своїх думок про них: «У 1941-3 рр. вони співпрацювали з італійцями, що ускладнювало організацію партизанського опору в цьому районі. Я ніколи не чув, Зервас, підбадьорений Місією союзників, вигнав їх з домівок у 1944 році, щоб полегшити операції проти ворога Їхнє виселення з Греції було здійснено криваво через звичайний дух вендети, який підживлювався численними жорстокими діями, скоєними чамами в союзі з італійцями [...] Чами заслужили те, що отримали, але методи Зерваса були гарними. погано – точніше його підлеглі вийшли з-під контролю».
EDES вдруге запропонувала представникам чамів відмовитися від підтримки німців і здати зброю. Це звернення супроводжувалося аналогічними ініціативами місії союзників, але відповідь чамів знову була негативною. З іншого боку, громада чамів під своїм автономним управлінням була сповнена рішучості організувати свій збройний захист від наступаючих сил EDES і озброїла все своє чоловіче населення призовного віку (від 16 до 60 років). На початку серпня 1944 року опозицію чамів було швидко подолано, і місцеві албанські громади почали перетинати кордон і осідати на території Албанії. Ті чами, які залишилися у Філіатах для організації оборони від ЕДЕС, були легко розгромлені. Їх ув'язнили, судили і наступного дня стратили. Проте їхнім лідерам, братам Мазару та Нурі Діно, вдалося втекти на територію Албанії разом із відступаючими німцями. Як зазначає розвідка США, велика кількість чамів перебралася до Албанії на техніці німецької армії під час її виведення.

### Участь у громадянській війні в Греції, репатріаціяELASі остаточне вигнання
Наприкінці грецької окупації підконтрольна комуністам ЕЛАС, маючи обмежену підтримку населення в регіоні Епіру через домінування там правої партії ЕДЕС і готуючись взяти на себе контроль над країною після виведення німецьких військ з Греції, звернулася до чамів з проханням про призов. Побачивши ці знамення, кілька сотень мусульманів-чамів вступили до її лав. З відходом Німеччини та початком громадянської війни в Греції, місцеві сили ELAS за участю тих добровольців-чамів, за допомогою сил ELAS з центральної Греції, напали на EDES в Епірі та зуміли взяти під контроль регіон Теспротії наприкінці 1944 року, змусивши EDES залишити Корфу.
У результаті перемоги ELAS у січні-лютому 1945 року близько чотирьох-п'яти тисяч албанців повернулися до своїх домівок з Албанії, в основному в прикордонні райони Філіатес і Сагіада. Але після остаточної поразки ELAS під час битви під Афінами та її капітуляції (див. Варкізьку угоду), EDES швидко відновив контроль над регіоном, бажаючи помститися за участь чамів у нападі на їхні війська.
Вигнання решти громади було завершено різаниною чамів у Філіатесі в березні 1945 року, здійсненою ветеранами EDES під проводом Зотоса та групами озброєних цивільних. Таким чином, полковник Зотос, вільне воєнізоване угруповання партизанів-ветеранів EDES і місцевих чоловіків почали лютувати. Під час найгіршої різанини в місті Філіатес 13 березня було вбито близько 60-70 чамів. Багато сіл чамів було спалено, а решта мешканців втекли через кордон до Албанії. Проте жодного зв'язку між винуватцями подій 1945 року та керівництвом EDES, а також грецькою адміністрацією того часу не було.
Цей інцидент потрапив під розслідування грецької армії через чотири роки під час другого кола громадянської війни в Греції, коли на той час комуністична Албанія активно допомагала комуністичній армії DSE у її другому збройному протистоянні, щоб отримати контроль над країною., дійшовши висновку, що злочинів не було. У цей час сам полковник Зотос був частиною Епірського верховного командування армії, що, очевидно, зіграло свою роль у прийнятті рішення. Активне втручання Албанії у внутрішні справи Греції в той період (див. Громадянська війна в Греції) і аномальна політична ситуація також зіграли свою роль у маскуванні справи.
Після того, як албанський комуністичний уряд надав чамам обов'язкове албанське громадянство, грецький уряд конфіскував їхнє майно (як тих, хто співпрацював з нацистами, так і тих, хто не співпрацював) і дозволив грекам оселитися в цьому регіоні. Після війни в Греції залишилося лише 117 албанців-мусульман чамів.
Точна кількість чамських албанців, які були виселені переважно до Албанії та меншою мірою до Туреччини, невідома. Марк Мазовер і Віктор Рудометоф стверджують, що в 1944 році вони налічували близько 18 000 осіб і 4 000–5 000 у 1945 році. тоді як Міранда Вікерс каже, що до Албанії та Туреччини влекло коло 35 000. Асоціація чамів стверджує, що виїхали 35 000 чамських албанців, з яких 28 000 до Албанії, а решта до Туреччини. Сьогодні більшість чамів проживає в Туреччині, а також в Албанії. Грецький уряд вважає всіх, хто сповідує православну віру, греками.

## Наслідки

### Поселення в Албанії
Після вигнання громади чамів до Албанії, Чамс організував Антифашистський комітет іммігрантів-чамів за допомогою новоствореного комуністичного уряду Албанії. Він був створений під час першої хвилі біженців, і його метою було змусити Грецію дозволити повернення чамів у їхні будинки. Вони організували два конгреси, ухвалили меморандум і направили делегатів до Греції та до європейських союзників. Після трьох років діяльності організації не вдалося ані перерозподілити чамів в Чамерії, ані інтернаціоналізувати чамське питання. Режим Народної Республіки Албанія надав їм нові домівки в деяких частинах південної Албанії, таким чином розбавивши місцевий грецький елемент. У грудні 1945 року Адміністрація ООН з питань допомоги та реабілітації схвалила 1,45 мільйона доларів США для біженців Чам в Албанії. Тим не менш, через погіршення відносин між Народною Республікою Албанією та західним світом місцевий режим заборонив будь-яку фінансову та гуманітарну допомогу. З 1947 року Комітету було доручено нормалізувати життєві ситуації біженців-чамів в Албанії. У 1951 році чамам примусово дали албанське громадянство, а Комітет розпустили.

### Чамська політика та історіографія

#### Албанія
У період холодної війни чамське питання не привернуло багато уваги істориків. Питання чам мало вивчалося в комуністичній Албанії через невизначене становище мусульманів-чамів в албанському суспільстві. Відмовившись воювати на боці комуністів у грецькій громадянській війні, режим Народної Республіки заклеймив їх як «реакціонерів», «військових злочинців», «вбивць греків», «співробітників окупаційних сил». Албанія також певною мірою їх переслідувала. Вважаючись «ворожим населенням» і чорною вівцею в «героїчному опорі албанського народу», історія чамів була прихована або замовчена режимом, а переслідування, з якими вони зіткнулися в Греції, не згадувалися в підручниках історії. Хоча поява сучасного дискурсу мотивована очевидними фінансовими та політичними причинами, вона також намагається заповнити прогалину, створену соціалістичною історіографією.
Серйозні дослідження історії подій почали виходити в Албанії, Греції та Великій Британії після розпаду Соціалістичної Республіки в Албанії. Проблема чамів відновила оберти в Албанії в 1991 році, коли впав комуністичний режим і було створено Національну політичну асоціацію «Чамерія». У 1994 році уряд Албанії оголосив 27 червня Днем геноциду грецьких шовіністів проти албанців Чамерії але це не отримало жодного міжнародного визнання. У посткомуністичній Албанії чамів також представляли як жертви іншого геноциду: виставка в Національному музеї в Тірані мала суперечливу назву «Геноцид і комуністичний терор в Албанії 1944–1944 рр.» і вважала чам жертвами кампанії очищення албанської влади. Загалом публікації в постсоціалістичній Албанії мають тенденцію надавати перевагу інтерпретації, у якій албанці-чами зображені як колективні жертви «етнічно» мотивованого переслідування. 10 грудня 2012 року лідер націоналістичної Партії за справедливість, інтеграцію та єдність (PDIU) представив парламенту Албанії резолюцію, в якій PDIU вимагала від грецького уряду репарацій у розмірі 10 мільярдів євро за вигнання албанців-чамів. Подібним чином, хоча в офіційних шкільних підручниках в Албанії албанська історія чамів майже не існувала, сьогодні в історії, яку викладають в албанських школах, згадується, що «групи грецьких шовіністів тероризували албанське населення... щоб увічнити анексію земель, населених албанцями». Питання Чамерії було міцно поміщено в контекст албанського націоналізму.

#### Греція
Для грецької держави вигнання мусульманських чамів було закритою справою. Звірства, вчинені проти мусульманської громади чамів, відсутні в офіційних документах, що свідчить про те, що держава хотіла стерти будь-які докази того, що сталося. Дуже обмежена кількість друкованих матеріалів, які з’явилися після війни, намагалися реконструювати події, що відбулися під час бурхливого періоду, з неявною метою виправдати вигнання, яке низка вчених також може назвати етнічною чисткою. У період холодної війни теорія грецького походження мусульманських чамів стала центральною темою, з’являючись навіть у наукових працях, а албанська лінгвістична традиція регіону постійно применшувалась. Таким чином, і відповідно до підходу домагання території через її населення, суто грецька історія та характер Чамерії були збережені в офіційній політиці.
Звірства, які мали місце, здається, не були санкціоновані грецькими урядовими чиновниками чи керівництвом EDES, і є вагомі докази того, що керівництво EDES, принаймні в приватному порядку, спростовувало ці звірства. Чиновники як байдужі до нього, так і прихильно сприйняли його результати. Лідер EDES і герой в очах держави Наполеон Зервас у листі, датованому 1953 роком, писав одному зі своїх товаришів: «Наші земляки цього району повинні ще раз згадати, хто позбувся мусульманів-чамів, які стискали шию еллінізму п'ятсот років». На думку грецького вченого Ламброса Балціотіса, поблажливість, виявлена до осіб, причетних до звірств, переконливо вказує на те, що висилка була прийнята грецькою державою та була частиною державної політики. Історик Спірос Цуцумпіс стверджує, що небажання керівництва EDES переслідувати певних осіб було, ймовірно, пов’язане із страхом, що це призведе до дезертирства та значного зниження підтримки.
Намагаючись знайти рішення, у 1992 році прем’єр-міністр Константінос Міцотакіс запропонував компроміс щодо їхньої власності лише для тих випадків, коли її власники підтверджено не були засуджені або брали участь у злочинах проти своїх співгромадян Греції. Міцотакіс також запропонував, щоб албанський уряд також компенсував етнічним грекам, які втратили власність через нібито переслідування під час комуністичного режиму в Албанії. Однак ця пропозиція була відхилена албанською стороною. Позиція грецького уряду, який вважає, що питання чамів не існує, загалом базується на принципах міжнародного права, і тому немає жодних зобов’язань щодо громади чамів, оскільки вони не становлять меншини в Греції.
У грецькій історіографії з'явилися дві основні школи дослідження вигнання албанців-чамів. Корпус робіт, написаних переважно неісториками, включаючи місцевих політиків, був опублікований з явною метою виправдати державне насильство проти албанців чам і підтримати ірредентистські претензії грецької держави щодо Албанії. Ці твори часто представляли албанців як «звірів», які були природно схильні співпрацювати з нацистами, вони перебільшували співпрацю албанців чамів з нацистами і, відповідно, применшували насильство грецьких націоналістів проти албанців-чамів. Нові покоління вчених переосмислили цей наратив і стверджували, що грецька держава активно підбурювала до насильства проти албанців-чамів і що їхнє вигнання було пов’язане не просто з колабораціонізмом, а було «результатом державної політики з міжвоєнного періоду», спрямованої на усунення присутності албанської меншини чамів у Греції.